# Seïllà
Seïllà (Sahilla en francès) és actualment una masia, el Mas de Seïllà, que havia estat un llogaret, de l'actual comuna nord-catalana de Finestret, a la comarca del Conflent.
Està situat a la zona sud de la comuna, a una altitud de 700 metres, a l'antic camí que passava per Jóc i Finestret per anar a Vallestàvia i Vallmanya.

## Història
Se l'ha vinculat  amb el poble Erzillano, esmentat el 1010 en una butlla del papa Sergi IV a l'abat Oliba de Sant Miquel de Cuixà confirmar-li la possessió d'un alou.
A l'època romana havia estat un nucli dedicat a la metal·lúrgia del ferro, que hauria vingut de les mines d'Escaró, Aituà, Vallmanya i altres. Modernament hom ha descobert  Arxivat 2014-11-29 a Wayback Machine. els vestigis d'una indústria metal·lúrgica romana entre el Mas de la Serra i Seïllà, en un indret a 1.000 metres d'altitud. Aquest passat també es manifesta en la microtoponímia: el "còrrec (riera) del Caraller" recorda les escòries del tractament del ferro en forns rudimentaris. Segons la documentació, el 10 de novembre del 1393  el rei Joan I vengué a Ponç de Perellós, tutor de la baronessa de Jóc Elionor de Perellós, el lloc de Seïllà juntament amb l'Autzina (l'actual Mas de l'Alzina a Glorianes?) i els pobles propers de Rigardà i Glorianes, per augmentar el patrimoni de la Senyoria de Jóc.